# Tutto per amore
Tutto per amore, o un mondo ben perduto (All for Love; or, the World Well Lost) è una tragedia del drammaturgo inglese John Dryden, liberamente tratto dall'Antonio e Cleopatra di William Shakespeare e portato al debutto nel 1677.
Dopo la prima nel dicembre 1677 ad opera dei King's Men, la tragedia fu rappresentata centoventitré volte durante il XVIII secolo, dimostrandosi più acclamata e popolare dell'opera shakespeariana, che invece non fu riproposta sulle scene londinesi prima del 1813.

## Trama
Atto I
Serapione descrive terribili presagi che annunciano l'imminente caduta dell'Egitto, ma gli avvertimenti dello stratega vengono derisi dall'eunuco Alexas, che invece è preoccupato dalla relazione tra la sua padrona Cleopatra e Antonio. Alexas si è accorto che la regina è innamorata di Antonio e teme che il romano possa interrompere la relazione con la sua padrona. Per mantenere il condottiero romano soddisfatto, Serapione ed Alexas decidono di allestire delle celebrazioni in suo onore. Il generale romano Ventidio viene in aiuto di Antonio ad Alessandria e lo mette in guardia contro Cleopatra, offrendogli truppe alla condizione che lui lasci la regina d'Egitto. Antonio è offeso dalle insinuazioni di Ventidio ma, riluttante, accetta.
Atto II
Cleopatra è disperata per l'abbandono da parte di Antonio e la sua ancella Charmian prova ad organizzare un incontro tra la padrona e il romano, senza successo. Cleopatra manda Alexas da Antonio per cercare di riportarlo da lei con offerte e regali, tra cui uno splendido bracciale. Quando Antonio e Cleopatra alla fine si incontrano, Ventidio prova di nuovo a mettere in guardia in connazionale contro la regina, ma Cleopatra dà prova di essere politicamente affidabile dimostrando di aver rifiutato di consegnare a Ottaviano la Siria e l'Egitto. Antonio è estasiato dalla notizia e dichiara il suo amore per Cleopatra.
Atto III
Di ritorno dalla battaglia, Antonio ricopre Cleopatra d'amore. Ventidio vuole parlare con lui, anche se Antonio prova a svicolare. Antonio vorrebbe evitare la guerra ma non sa come e chiede l'aiuto di Dolabella. Tornando vittorioso dal campo di battaglia, Dolabella viene accolto a braccia aperte da Antonio, che l'aveva precedentemente esiliato da corte perché innamorato anche lui di Cleopatra. Dolabella si presenta ad Antonio con un regalo per porre fine alle ostilità tra lui e Ottaviano: Ottavia, moglie di Antonio e madre dei suoi figli, oltre che sorella di Ottaviano. Ottavia dice ad Antonio che la guerra cesserà solo se lui tornerà a Roma e nel suo letto. Ma Antonio la ignora e torna da Cleopatra, che rigetta i deboli tentativi di Alexas di salvare l'Egitto dalla furia romana. Sconfitta in battaglia, Cleopatra decide di fronteggiare la sua rivale in amore Ottavia: le due litigano furiosamente, ma Cleopatra capisce che anche se Antonio ama più lei della moglie è con Ottavia che l'uomo dovrebbe realmente stare.
Atto IV
Ottavia convince Antonio a tornare a Roma con lei e i loro figli. Antonio accetta di tornare in patria ma non ha il coraggio di dirlo a Cleopatra, perché sa che la donna riuscirebbe a convincerlo a restare. Chiede allora a Dolabella di lasciare Cleopatra per lui e Ventidio decide di assicurarsi che Antonio e la regina non tornino insieme; per far ingelosire Antonio, Cleopatra confida ad Alexas di voler tentare di sedurre Dolabella per riportare Antonio da lei, ma Ventidio spia la loro conversazione. Ventidio e Ottavia assistono al congedo di Dolabella da Cleopatra, durante il quale i due si tengono per mano: tuttavia, Cleopatra è troppo innamorata di Antonio per fingersi interessata all'altro romano, che congeda senza il bacio pianificato. Ventidio dice allora ad Antonio che Cleopatra e Dolabella sono diventati amanti, una notizia che fa infuriare Antonio, che però spera ancora che Cleopatra gli sia rimasta fedele. La certezza di Antonio dell'onestà dell'amante ferisce Ottavia, che lo lascia definitivamente. Ma la sicurezza di Antonio non è poi così salda e quando Cleopatra e Delabella cercano di spiegargli la verità Antonio si rifiuta di crederci.
Atto V
Antonio guida la sua flotta contro Cesare, ma viene tradito dai suoi uomini che, insieme ai soldati romani, attaccano Alessandria. Alexas consiglia a Cleopatra di scappare mentre lui proverà a trattare una pace con Cesare. Cleopatra rifiuta, affermando che questo sarebbe un tradimento. Cleopatra fugge e abbandona Alexas che, per salvarsi la vita, dice ad Antonio che Cleopatra è morta. Con il cuore infranto, Antonio chiede a Ventidio di ucciderlo, ma l'amico rifiuta e si suicida. Antonio allora si ferisce mortalmente ma fa in tempo a vedere Cleopatra correre da lui e vederlo morire. Antonio muore e Cleopatra si suicida insieme alle sue ancelle, facendosi mordere da un serpente. Serapione pronuncia un discorso funebre mentre i personaggi restanti aspettano l'arrivo di Augusto, che ha appena trionfato contro l'Egitto. 

## Edizioni italiane
- Tutto, per amore: anche perdere il mondo, Wip Edizioni, Bari, 2009, ISBN 978-8884591203.